# Las amazonas (telenovela venezolana)
Las Amazonas es una telenovela venezolana producida y emitida por Venevisión en 1985. Protagonizada por Eduardo Serrano, Hilda Carrero, Corina Azopardo, Alba Roversi, Julio Alcázar y Tony Rodríguez, y con las participaciones antagónicas de Miriam Ochoa, Manuel Escolano, José Oliva, Flor Núñez y Ernesto Balzi.
Fue escrita por César Miguel Rondón y contaba la historia de tres hermanas criadas por su padre.
Principalmente fue grabada en escenarios de los llanos venezolanos, en una hacienda ubicada en la población de Bejuma, estado Carabobo.
La telenovela fue retransmitida desde el lunes 24 de enero de 2022 a las 10:00 p. m. por Venevision.[cita requerida]

## Argumento
Las Amazonas es el nombre de un haras o hacienda, cuyo propietario es Emiro Lizárraga. Este es un hombre ambicioso, de carácter recio y muy soberbio. Su fortuna la comenzó vendiendo quesos en Valle de la Pascua. Emiro acaba de contraer matrimonio con Elvira, su secretaria, una joven coqueta, interesada, calculadora y, sobre todo, llena de una gran codicia. Emiro tiene tres hijas: Isabel, Carolina y Eloísa.  
De las tres hijas, la que más se parece a Emiro es Isabel. Es la mayor, una mujer apasionada, indomable y poseedora de un fuerte y dominante carácter. No se lleva bien con Elvira. Isabel mantiene relaciones amorosas con Carmelo Fábrega un preparador de caballos, un hombre que desea complacer a Isabel como sea y que luchará contra Rodrigo, un veterinario, que se enamora de Isabel irremediablemente; ella, a su vez, se sentirá atraída por él, pero reprimirá siempre sus sentimientos. Rodrigo es divorciado y tiene dos hijas. 
Por su parte, Carolina es todo lo contrario de Isabel, una mujer de carácter dulce, más bien dócil. Sin embargo, su personalidad comenzará a cambiar cuando encuentre el verdadero amor. De momento tiene un novio, Fernando Galarraga, pero el destino la conducirá a los brazos de un hombre mayor que ella y acérrimo enemigo de su padre.
Entre tanto, Eloísa es la más liberal de las hermanas, vivió y estudió en Filadelfia, Estados Unidos. Es una joven casquivana, que piensa poco en enseriarse, toma y deja a los hombres cuando le conviene. También tiene un enamorado, Roberto Mendoza Stefanelli. En el haras Las Amazonas trabaja un joven, Darío Landa, que sueña con llegar a ser el mejor de los jinetes. Está enamorado de Eloísa y está dispuesto a conquistar su corazón.
Las tres bellas hijas de Emiro Lizárraga fueron cuidadas por una mujer sacrificada y de carácter muy dulce, Inés. Ella será el apoyo moral de todas ellas. Amazonas será una lucha constante entre el triunfo, el poder y la pasión.

## Elenco

### Actuaciones principales
- Hilda Carrero - Isabel Lizárraga Aranguren
- Eduardo Serrano - Rodrigo Izaguirre Campos
- Alba Roversi - Eloísa Lizárraga Aranguren
- Corina Azopardo - Carolina Lizárraga Aranguren
- Manuel Escolano - Carmelo Fábrega
- Santy - Fernando Galarraga
- Tony Rodríguez - Darío Landa
- Julio Alcázar - Francisco Urdaneta

### Actuaciones especiales
- Miriam Ochoa - Elvira Margarita Castilla de Lizárraga
- José Oliva - Emiro Lizárraga
- Fernando Flores - Pascual Alvarado
- Koke Corona - Otto Guerra
- Eva Blanco - Inés Landa
- Betty Ruth - Ramona Torres Mendoza
- Pedro Marthán - Oscar Alvarado
- Reneé de Pallás - Delia Vda. De Urdaneta
- Chela D'Gar - Trina

### Primer actor
- Enrique Alzugaray - Anselmo Morón

### Estrella invitada
- Flor Núñez - Consuelo Arteaga

### Actuaciones estelares
- Mariela Capriles - Amelia Iturbe
- Esther Orjuela - Dra. Esperanza Moreno
- Juan Manuel Montesinos - Raúl Moretti
- Angélica Arenas - Jeanette Ibarra
- Chumico Romero - Psicóloga
- Ernesto Balzi - Roberto Mendoza Stefanelli

### Actrices invitadas
- Alexandra Rodríguez - Ximena Izaguirre Arteaga
- Laura Términi - María Eulalia "Lalita" Izaguirre Arteaga

### Otros actores
- Luis A. Romero -  Napoleón "Napo" Fábrega Moreno
- Hermelinda Alvarado - Sra. Echenagucia
- Emilia Rojas - Irama
- Magaly Urbina - Tibisay Contreras
- Jimmy Verdúm - Rocky
- Jenny Galván
- Germán Regalado - Veloz
- Gerardo Marrero - Dimas Peña
- Néstor Álvarez - Crispulo
- Luis Malavé
- Belkis Granda
- Baby Bell
- Ofelia del Rosal
- Blas F. Giménez
- Jose L. Vargas - Varguitas
- Henry Galué - Inspector Lander
- Jeannette Lehr - Ágatha
- Alexis Escámez - Pedro
- Igor Reverón - Eufracio Contreras
- Sixto Blanco - Inspector Ochoa
- Francisco Ferrari - Manuel Larrazábal
- Bienvenido Roca - Sacerdote
- César Miguel Rondón - El mismo
- Miguel Ángel Landa -  El mismo
- Guillermo Dávila - El mismo
- Virgilio Decán - El mismo
- Winston Vallenilla Carreyó - El mismo

## Producción
- Original de: César Miguel Rondón
- Tema musical: "Sola"
- Intérprete: Jorge Rigó
- Musicalización: Frank Aguilar
- Coordinación: Isidro Riera
- Escenografía: Rolando Salazar
- Edición: Orlando Manzo
- Producción: Carlos Suárez
- Dirección: César Enríquez

## Versiones
- Quirpa de tres mujeres producida por Venevisión en (1996) y protagonizada por Fedra López y Danilo Santos entre otros.
- Niña amada mía producida por Televisa en (2003) y protagonizada por Karyme Lozano y Sergio Goyri entre otros.
- Las bandidas coproducida por RTI, Televisa y RCTV Producciones  en (2013) y protagonizada por Ana Lucía Domínguez y Marco Méndez entre otros.
- Las amazonas telenovela mexicana producida por Salvador Mejía Alejandre, para Televisa en (2016), protagonizada por Danna García y Andrés Palacios.[3]